# 속초해수욕장

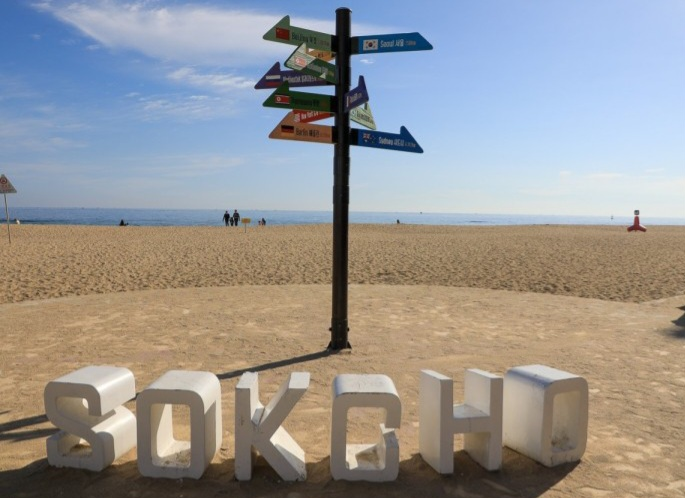

속초 해수욕장(束草海水浴場) 또는 속초해변(束草海濱, Sokcho Beach)은 강원특별자치도 속초시 조양동에 위치한 해수욕장이다. 모래사장의 총면적은 40,129m2 , 길이는 940m, 폭은 43m이다.

## 현황
속초해수욕장은 1976년 7월 1일 처음 개장했으며 동쪽으로는 속초고속버스터미널이 위치해있고, 남쪽으로는 외옹치해수욕장과 맞닿아있다. 2022년 3월에는 속초해수욕장의 대관람차 '속초아이'가 개장했다.

## 사진

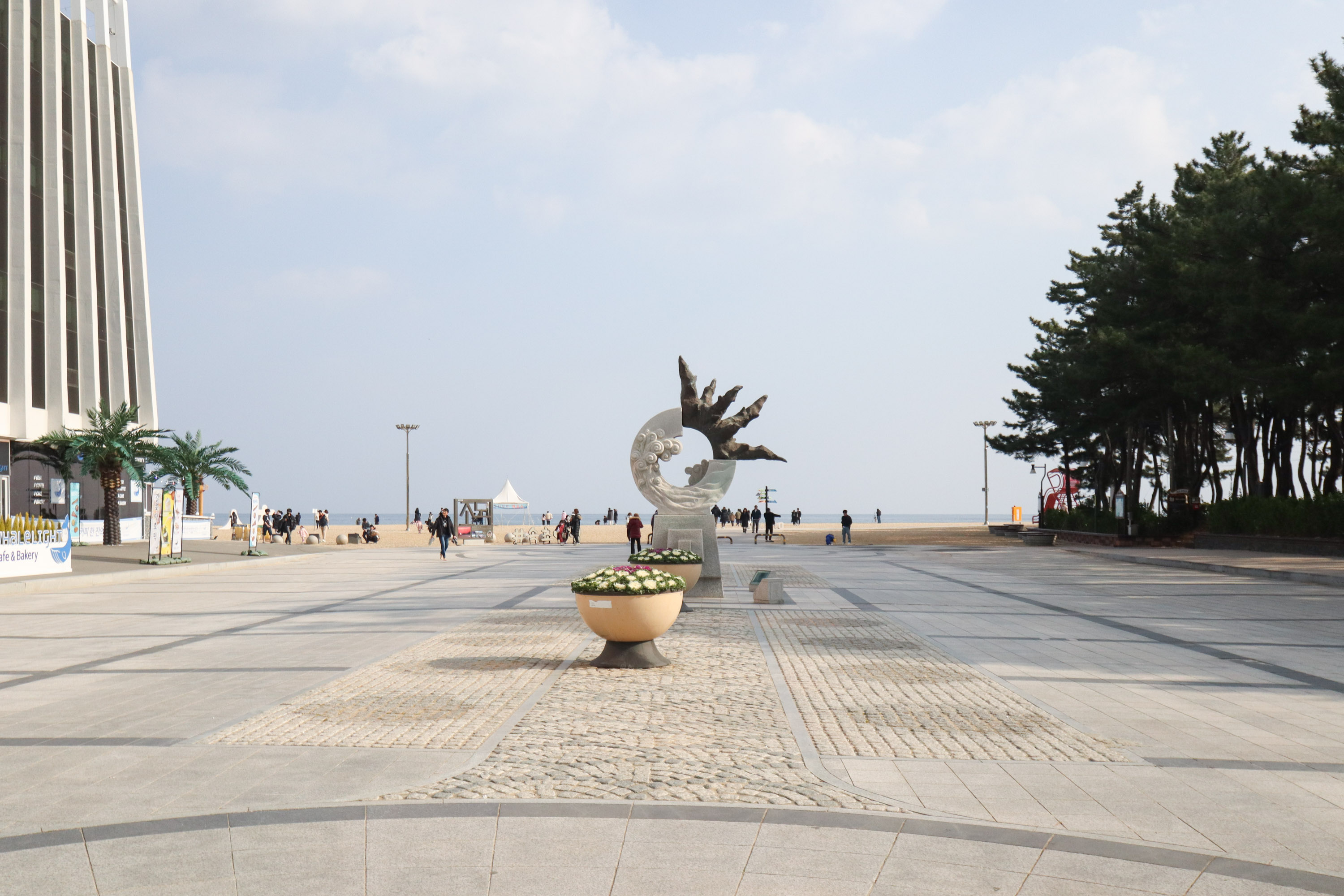
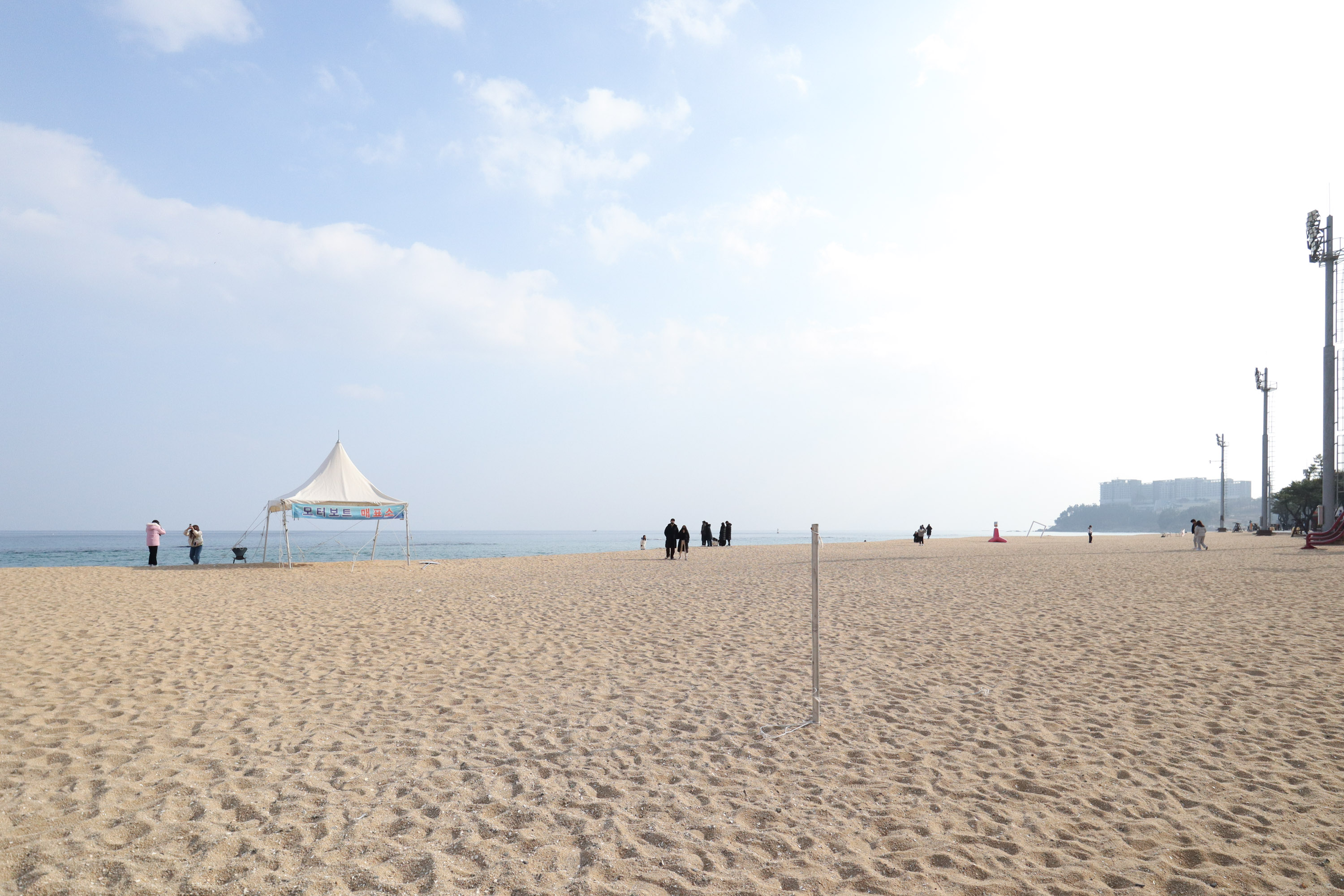
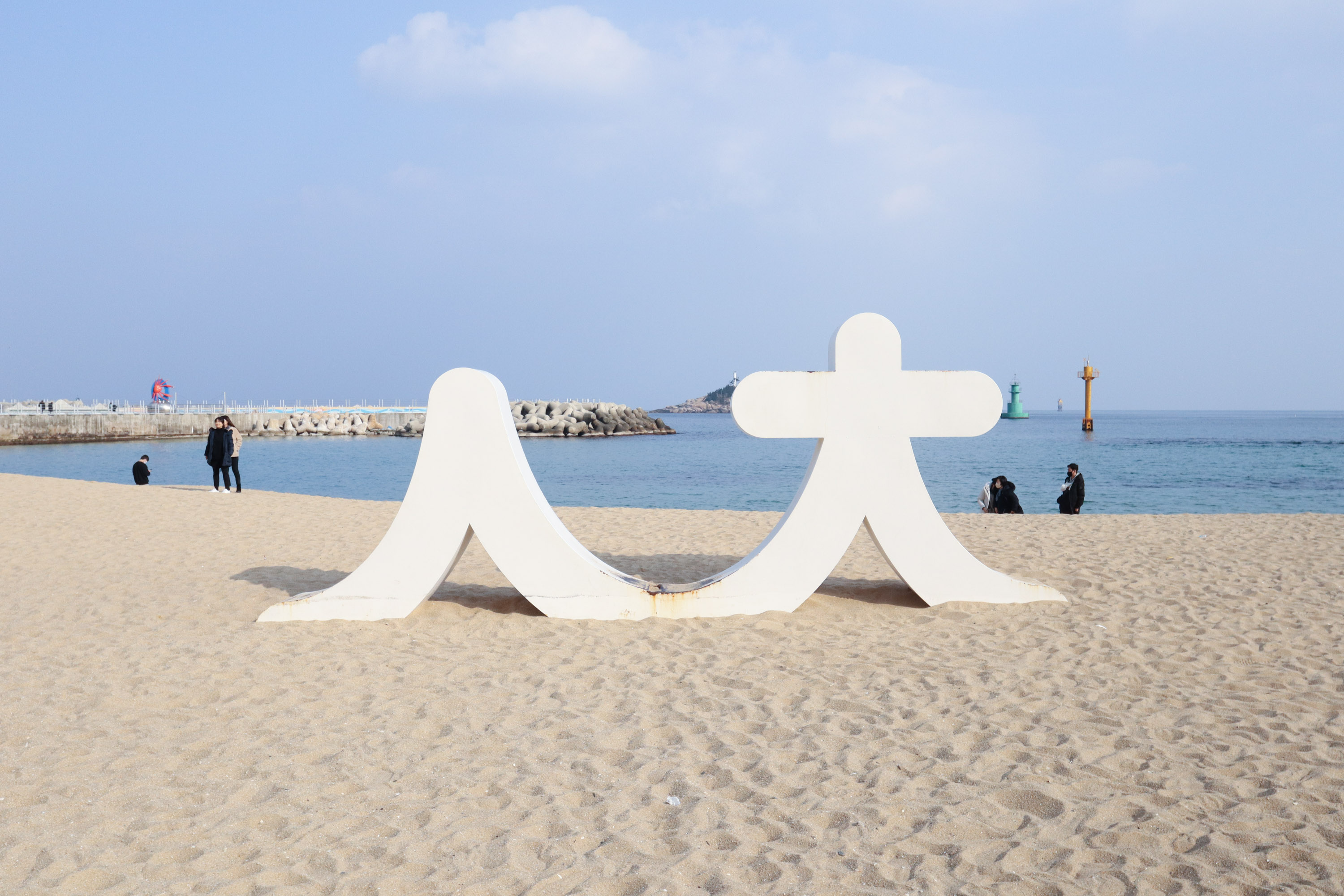
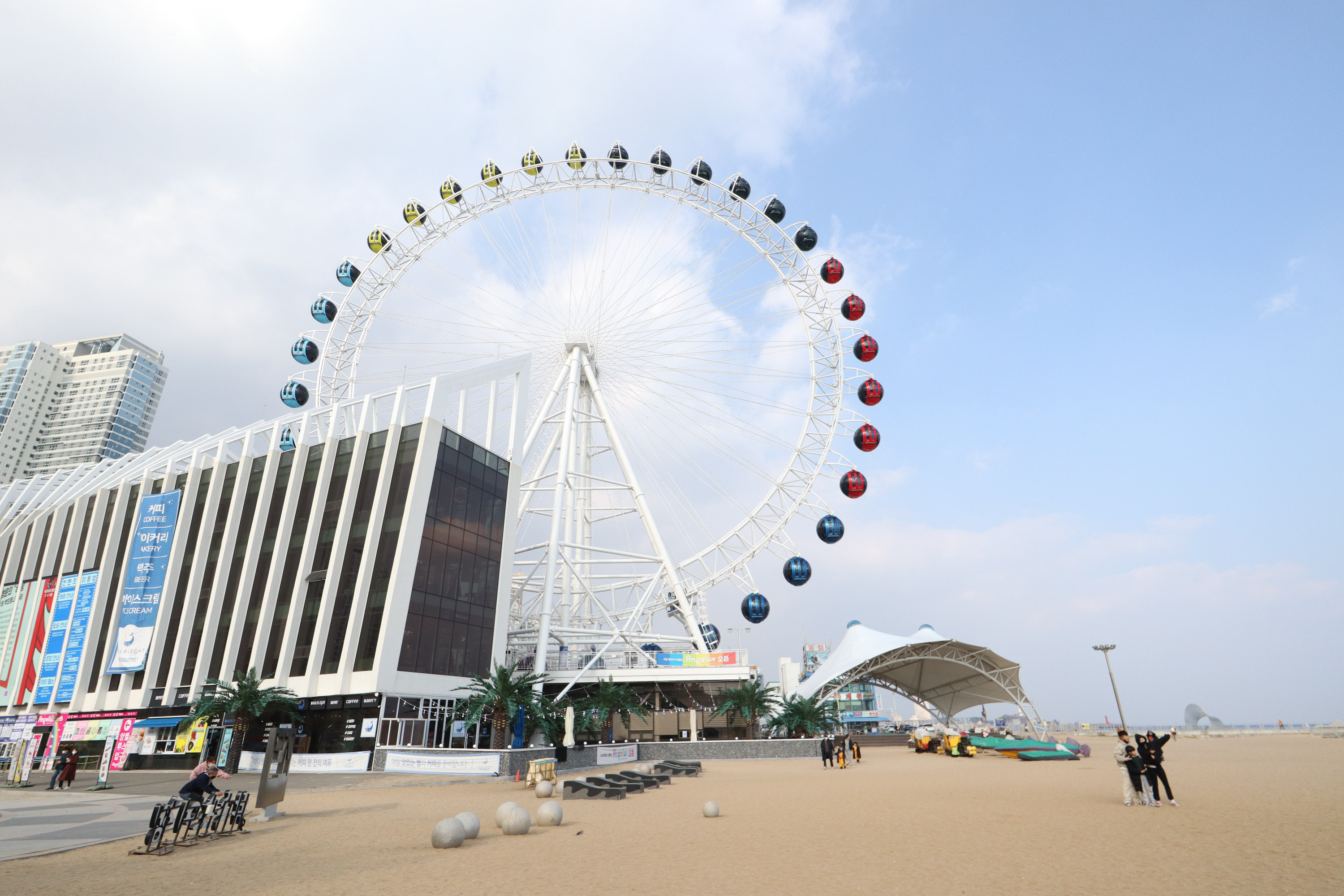
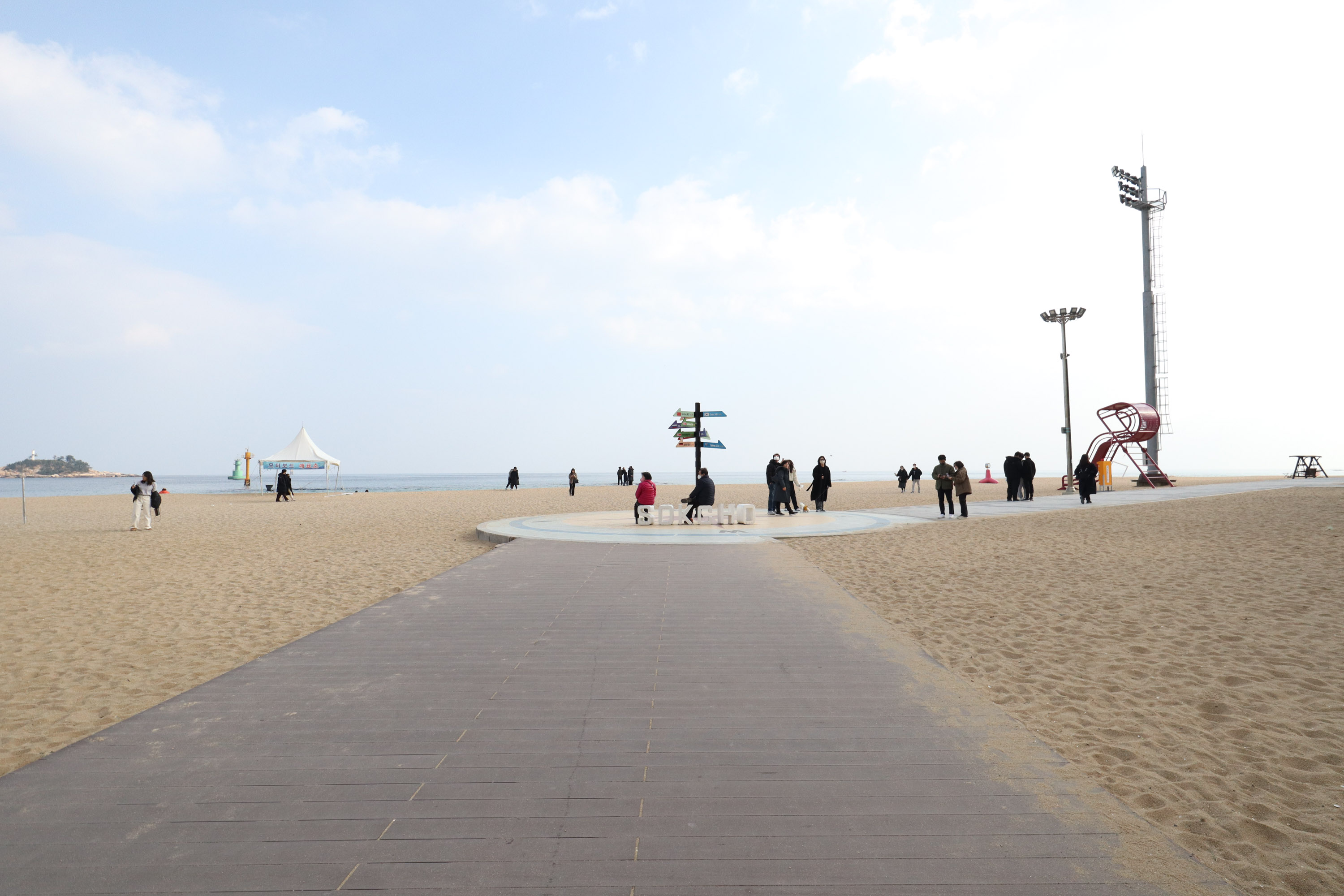
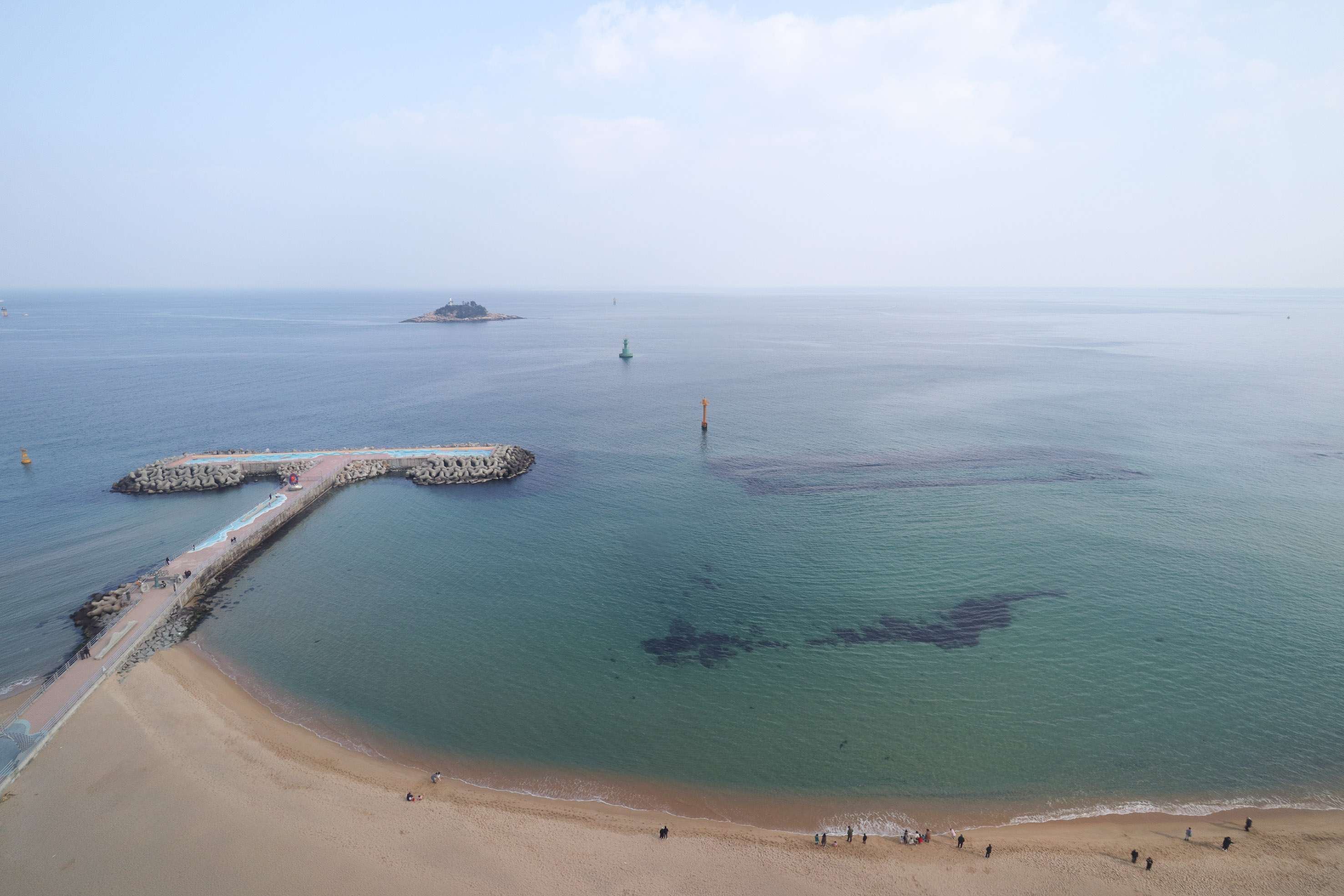
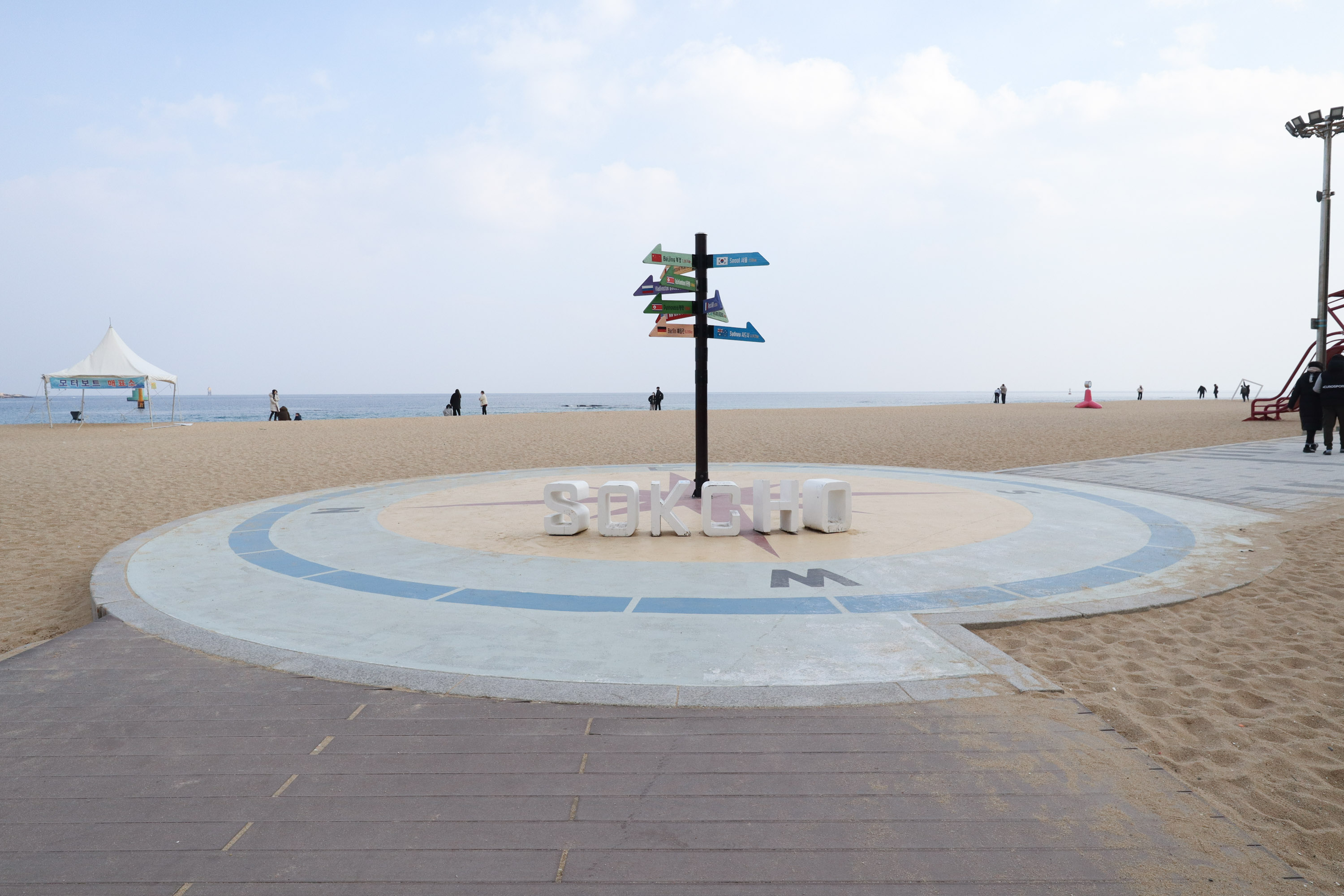
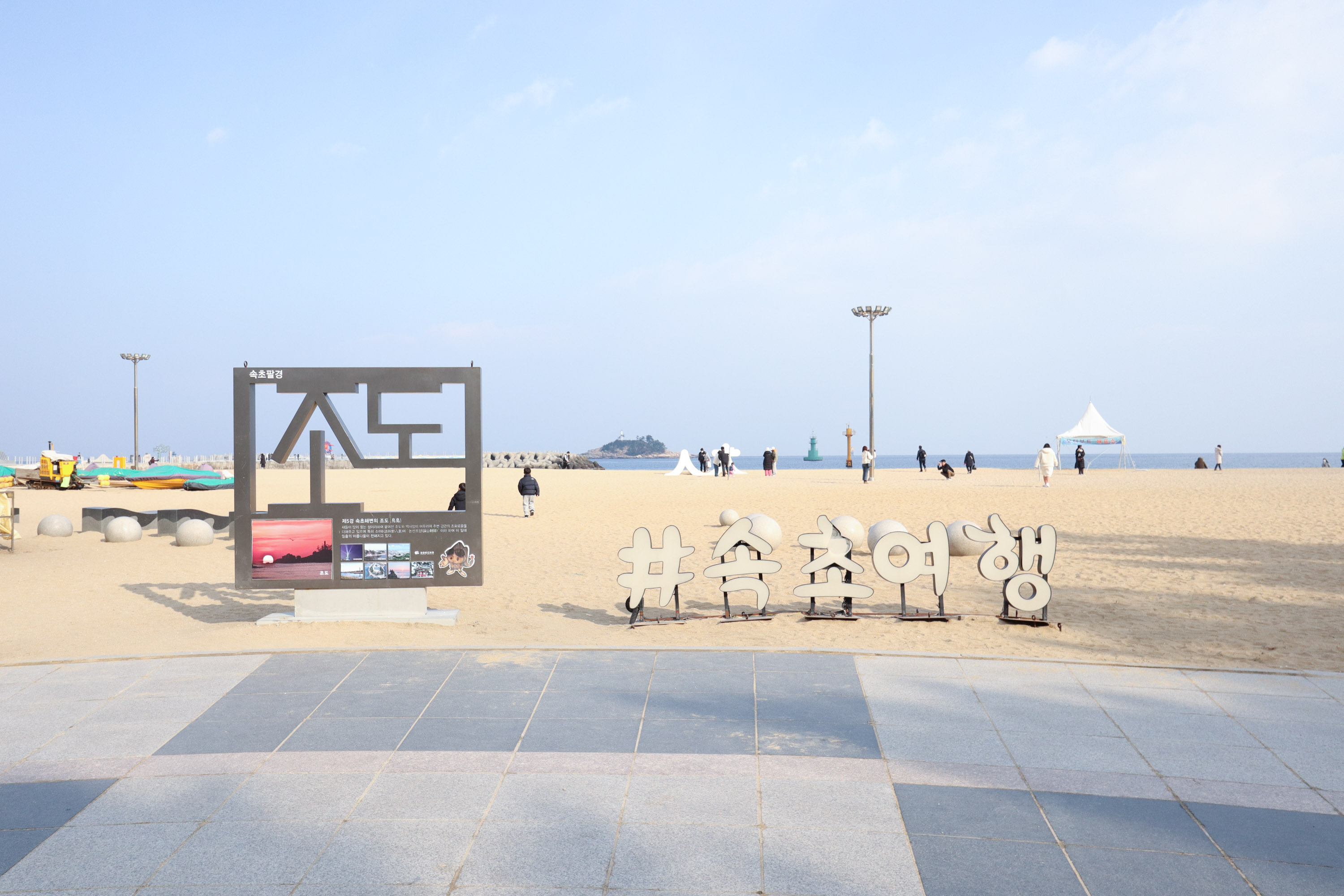
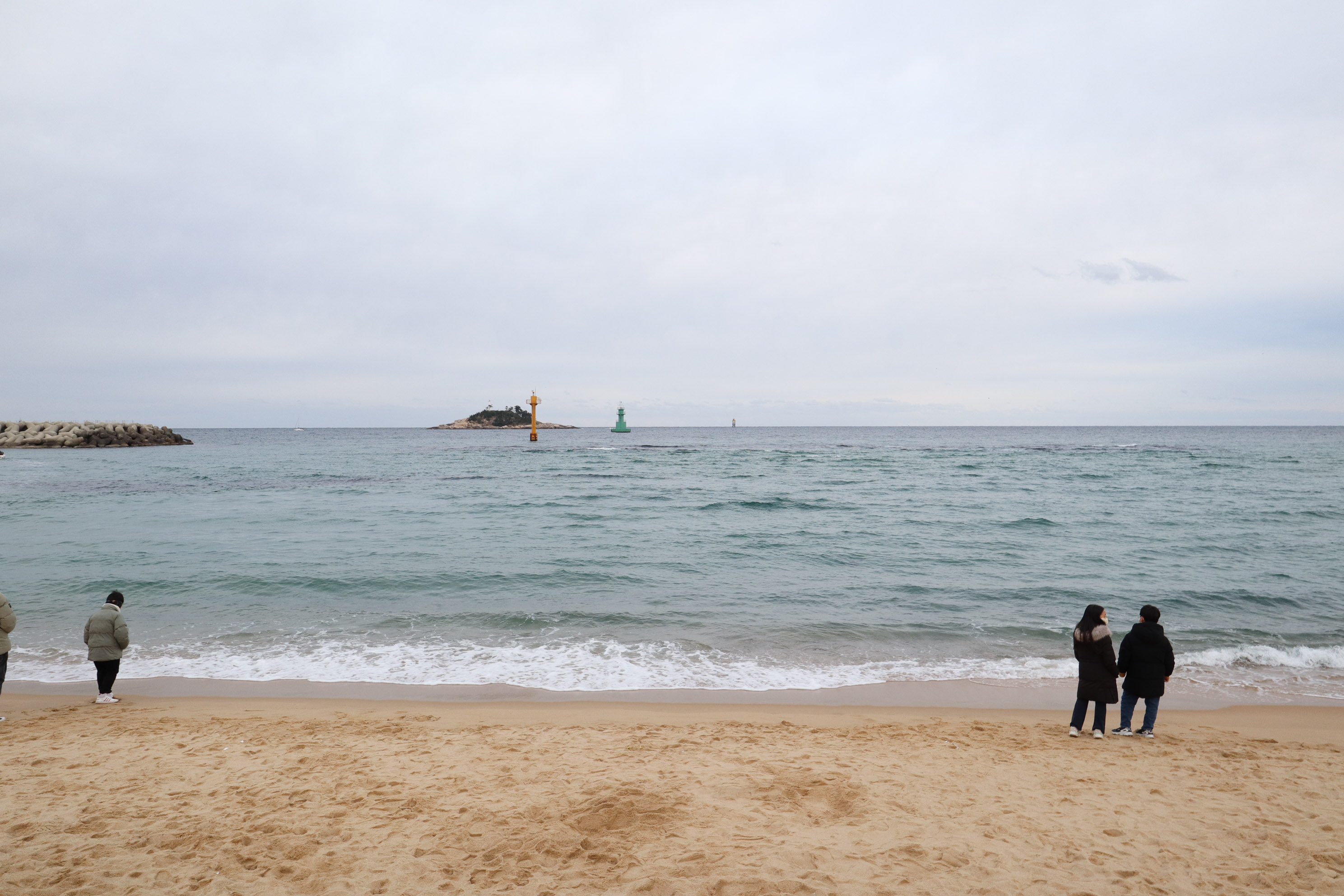
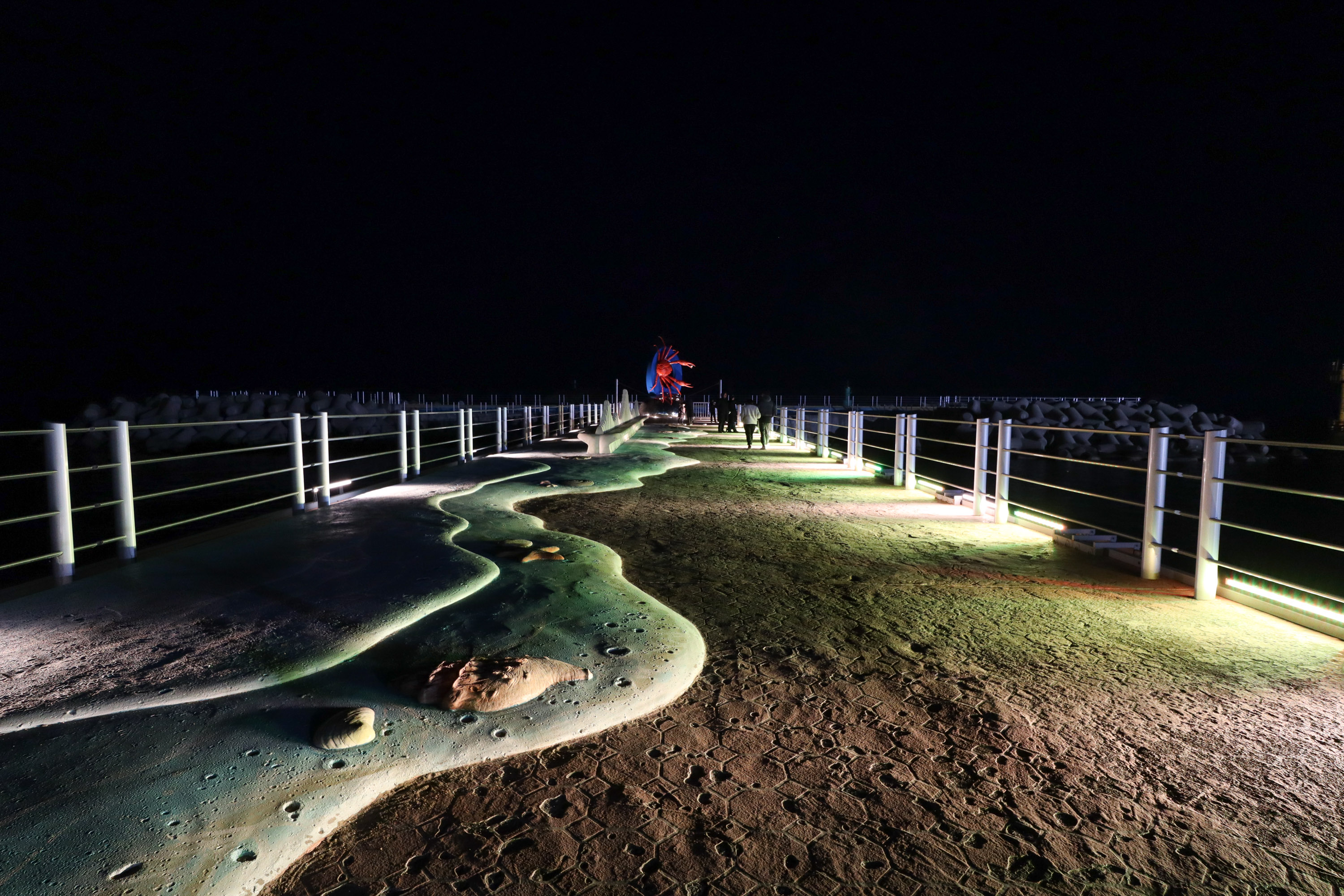
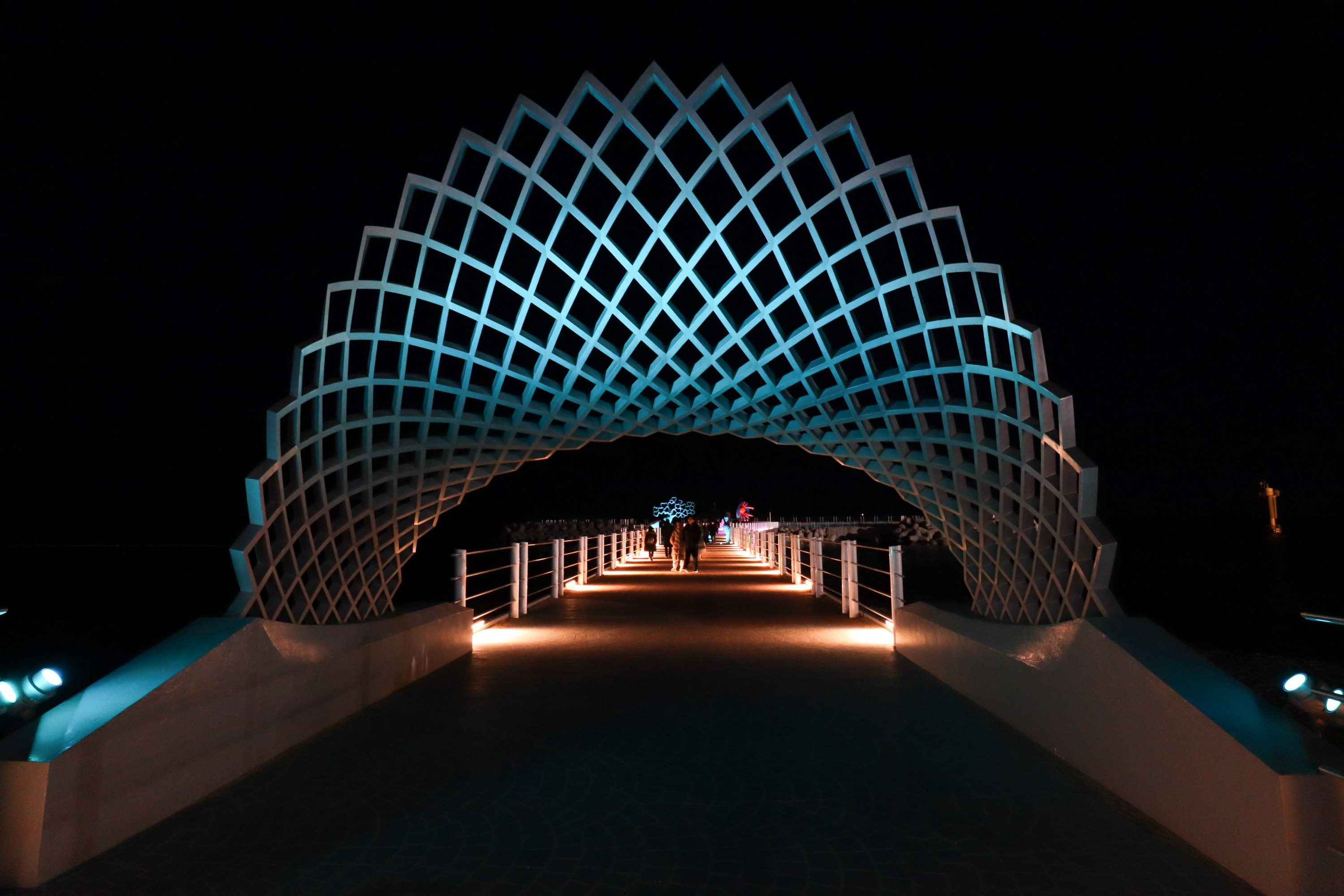
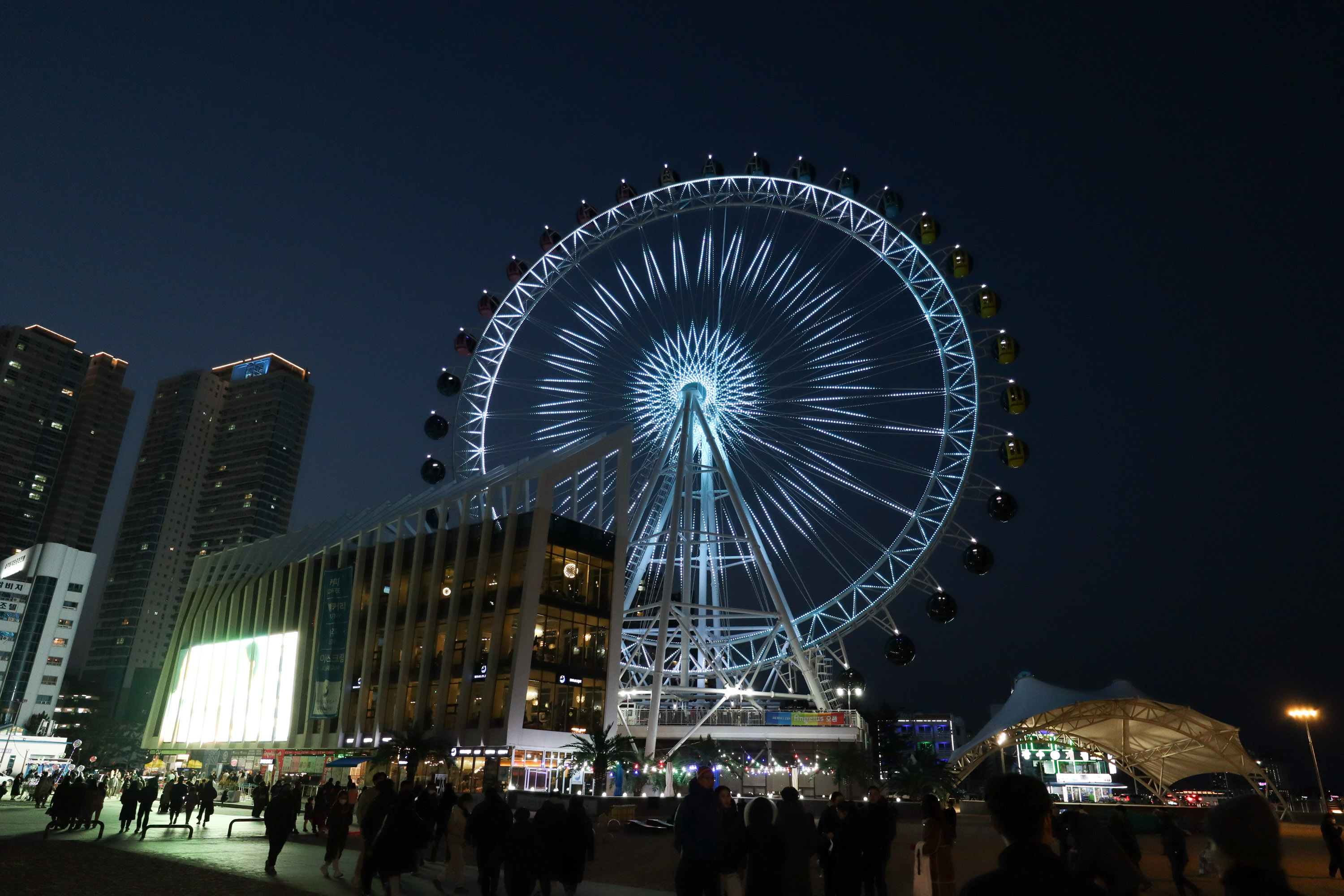